# Kleingebiet Őriszentpéter
Das Kleingebiet Őriszentpéter (ungarisch Őriszentpéteri kistérség) war bis Ende 2012 eine ungarische Verwaltungseinheit (LAU 1) innerhalb des Komitats Vas. Im Zuge der Verwaltungsreform gingen Anfang 2013 21 Ortschaften in den Kreis Körmendi (ungar. Körmendi járás) über, lediglich die Ortschaft Kondorfa kam zum Kreis Szentgotthárd (Szentgotthárdi járás).
Ende 2012 lebten auf einer Fläche von 305,23 km² 6.412 Einwohner. Das bevölkerungsärmste Kleingebiet hatte damit auch die geringste Bevölkerungsdichte (21) im Komitat.
Der Verwaltungssitz befand sich in der einzigen Stadt Őriszentpéter (1.189 Ew.). Die übrigen 21 Landgemeinden hatten im Durchschnitt 249 Einwohner.

## Ortschaften
| Bajánsenye (dt.: Weinhaus-Schweinach) | Felsőjánosfa           | Felsőmarác  | Hegyhátszentjakab | Hegyhátszentmárton                         |
| Ispánk (dt.: Espang)                  | Ivánc (dt.: Iweinstal) | Kercaszomor | Kerkáskápolna     | Kisrákos                                   |
| Kondorfa (dt.: Krottendorf)           | Magyarszombatfa        | Nagyrákos   | Őrimagyarósd      | Őriszentpéter (dt.: St. Peter in der Wart) |
| Pankasz                               | Szaknyér               | Szalafő     | Szatta            | Szőce                                      |
| Velemér                               | Viszák                 |             |                   |                                            |